# アストゥリアス・ダービー
アストゥリアス・ダービー（西 derbi asturiano）は、スペイン・ヒホンに本拠地を置くスポルティング・ヒホンとオビエドに本拠地を置くレアル・オビエドの間で行われるサッカーの試合のことである。

## 背景
人口27万人のヒホンは州第1の都市であり、人口22万人のオビエドはアストゥリアス州の州都である。両都市は約25kmの距離にあり、オビエドは鉱業、ヒホンは製鉄業が発展している。オビエド近郊で採掘された石炭や鉄鉱石を港湾都市ヒホンで製鉄して輸出してきたため、両都市は密接な関係にある。スポルティング・ヒホンとレアル・オビエドのどちらもプリメーラ・ディビシオン（1部）やコパ・デル・レイでの優勝経験はないが、セグンダ・ディビシオン（2部）ではそれぞれ7回と5回の優勝を誇る。
| 大会             | スポルティング・ヒホン | レアル・オビエド |
| プリメーラ       | 2位 1回                | 3位 3回          |
| セグンダ         | 優勝 7回               | 優勝 5回         |
| コパ・デル・レイ | 2位 2回                | ベスト4 2回      |
| ---------------- | ---------------------- | ---------------- |

## 通算記録
- 初対戦: 1926年（アストゥリアス州選手権）
- 最終対戦: 2007年（王族杯）

| 大会             | 試合数  | スポルティング・ヒホン | 得点  | 引き分け | レアル・オビエド | 得点  |
| 通算             | 117試合 | 38勝                   | 166点 | 30分     | 49勝             | 186点 |
| プリメーラ       | 40試合  | 8勝                    | 31点  | 13分     | 19勝             | 42点  |
| セグンダ         | 34試合  | 18勝                   | 64点  | 7分      | 9勝              | 52点  |
| コパ・デル・レイ | 10試合  | 2勝                    | 17点  | 1分      | 7勝              | 23点  |
| 王族杯           | 15試合  | 5勝                    | 16点  | 4分      | 6勝              | 23点  |
| 州選手権         | 18試合  | 5勝                    | 38点  | 5分      | 8勝              | 46点  |
| ---------------- | ------- | ---------------------- | ----- | -------- | ---------------- | ----- |

## 大会別のダービー

### トップチーム

#### プリメーラ・ディビシオン

##### 記録
- 初対戦: 1944年
- 最終対戦: 1998年
- レアル・オビエドのホームでの最大得点勝利: 3-1 (1975-1976)
- レアル・オビエドのアウェーでの最大得点勝利: 0-3 (1958-1959, 1973-1974)
- スポルティング・ヒホンのホームでの最大得点勝利: 6-0 (1944-1945)
- スポルティング・ヒホンのアウェーでの最大得点勝利: 2-4 (1952-1953)
- レアル・オビエドの最大得点引き分け: 2-2 (1945-1946)
- スポルティング・ヒホンの最大得点引き分け: 1-1 (1946-1947, 1994-1995)
- レアル・オビエドの最多得点者: コボ (4点); アレタ、アラルコン (3点); エレリータ、エミリン、ガラン、マリアニン、デリー・バルデス (2点)
- スポルティング・ヒホンの最多得点者: ピオ (5点); ディンドゥーラ、キニ (3点); モリヌク、メンデス、グラウ、タティ・バルデス (2点)

##### 試合一覧

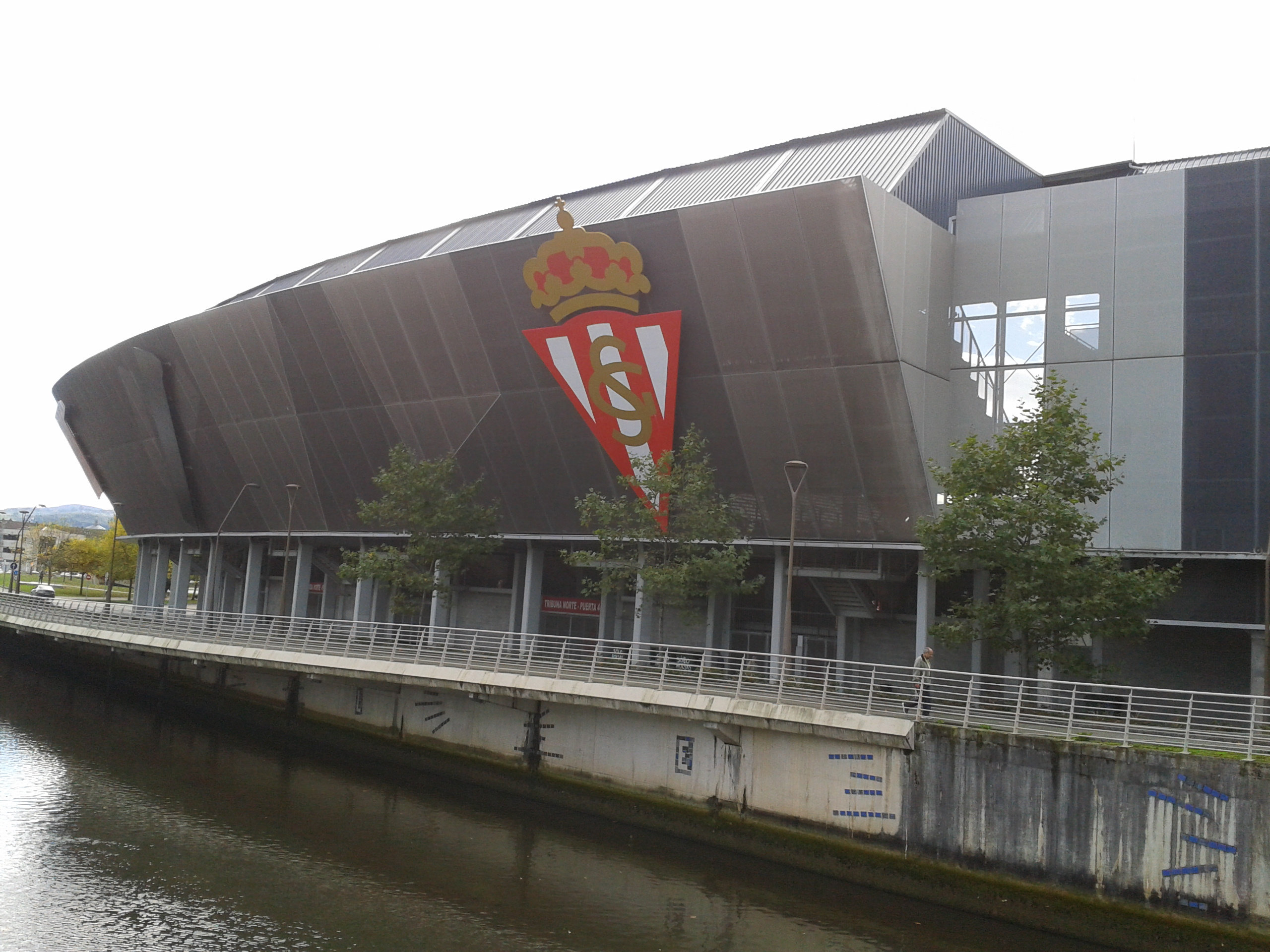
スポルティング・ヒホンの本拠地であるエル・モリノン

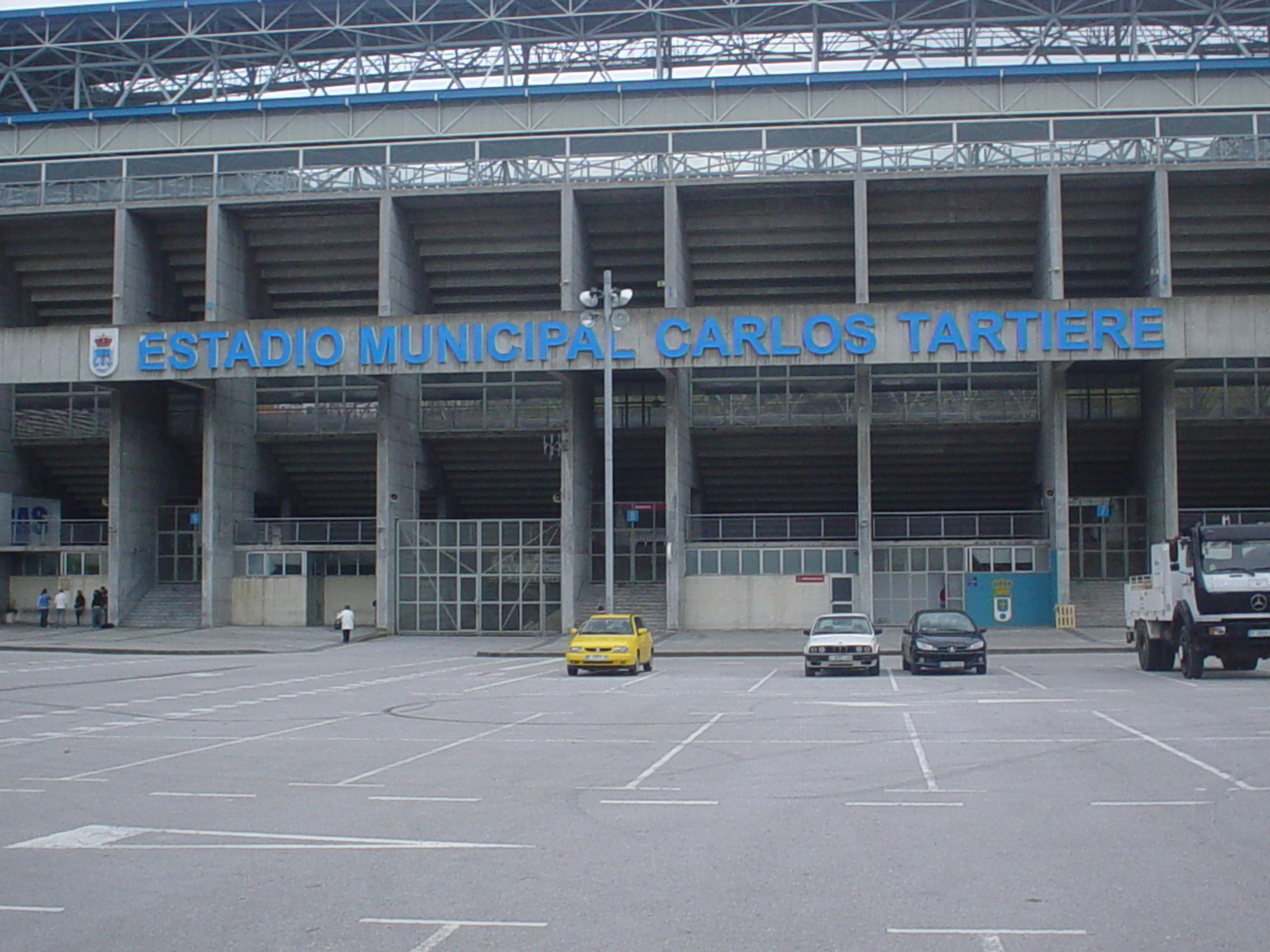
レアル・オビエドの本拠地であるカルロス・タルティエーレ

| シーズン  | 節 | ホーム                 | スコア | アウェー               |
| --------- | -- | ---------------------- | ------ | ---------------------- |
| 1944-1945 | 12 | レアル・オビエド       | 2-1    | レアル・ヒホン         |
| 1944-1945 | 25 | レアル・ヒホン         | 6-0    | レアル・オビエド       |
| 1945-1946 | 13 | レアル・ヒホン         | 1-0    | レアル・オビエド       |
| 1945-1946 | 26 | レアル・オビエド       | 2-2    | レアル・ヒホン         |
| 1946-1947 | 2  | レアル・ヒホン         | 1-1    | レアル・オビエド       |
| 1946-1947 | 15 | レアル・オビエド       | 3-2    | レアル・ヒホン         |
| 1947-1948 | 4  | レアル・オビエド       | 0-0    | レアル・ヒホン         |
| 1947-1948 | 17 | レアル・ヒホン         | 2-1    | レアル・オビエド       |
| 1952-1953 | 14 | レアル・ヒホン         | 1-3    | レアル・オビエド       |
| 1952-1953 | 29 | レアル・オビエド       | 2-4    | レアル・ヒホン         |
| 1953-1954 | 1  | レアル・ヒホン         | 0-0    | レアル・オビエド       |
| 1953-1954 | 16 | レアル・オビエド       | 1-0    | レアル・ヒホン         |
| 1958-1959 | 10 | レアル・ヒホン         | 0-3    | レアル・オビエド       |
| 1958-1959 | 25 | レアル・オビエド       | 2-0    | レアル・ヒホン         |
| 1972-1973 | 17 | レアル・オビエド       | 1-0    | スポルティング・ヒホン |
| 1972-1973 | 34 | スポルティング・ヒホン | 1-0    | レアル・オビエド       |
| 1973-1974 | 16 | スポルティング・ヒホン | 0-3    | レアル・オビエド       |
| 1973-1974 | 33 | レアル・オビエド       | 0-0    | スポルティング・ヒホン |
| 1975-1976 | 4  | レアル・オビエド       | 3-1    | スポルティング・ヒホン |
| 1975-1976 | 21 | スポルティング・ヒホン | 3-1    | レアル・オビエド       |
| 1988-1989 | 17 | レアル・オビエド       | 1-0    | スポルティング・ヒホン |
| 1988-1989 | 37 | スポルティング・ヒホン | 0-0    | レアル・オビエド       |
| 1989-1990 | 10 | スポルティング・ヒホン | 0-0    | レアル・オビエド       |
| 1989-1990 | 29 | レアル・オビエド       | 1-0    | スポルティング・ヒホン |
| 1990-1991 | 16 | レアル・オビエド       | 0-0    | スポルティング・ヒホン |
| 1990-1991 | 35 | スポルティング・ヒホン | 0-0    | レアル・オビエド       |
| 1991-1992 | 14 | レアル・オビエド       | 1-0    | スポルティング・ヒホン |
| 1991-1992 | 33 | スポルティング・ヒホン | 1-0    | レアル・オビエド       |
| 1992-1993 | 16 | スポルティング・ヒホン | 0-1    | レアル・オビエド       |
| 1992-1993 | 35 | レアル・オビエド       | 2-1    | スポルティング・ヒホン |
| 1993-1994 | 3  | レアル・オビエド       | 0-1    | スポルティング・ヒホン |
| 1993-1994 | 22 | スポルティング・ヒホン | 0-0    | レアル・オビエド       |
| 1994-1995 | 18 | スポルティング・ヒホン | 1-1    | レアル・オビエド       |
| 1994-1995 | 37 | レアル・オビエド       | 1-0    | スポルティング・ヒホン |
| 1995-1996 | 15 | レアル・オビエド       | 1-0    | スポルティング・ヒホン |
| 1995-1996 | 36 | スポルティング・ヒホン | 0-1    | レアル・オビエド       |
| 1996-1997 | 21 | スポルティング・ヒホン | 0-0    | レアル・オビエド       |
| 1996-1997 | 42 | レアル・オビエド       | 0-0    | スポルティング・ヒホン |
| 1997-1998 | 10 | スポルティング・ヒホン | 1-2    | レアル・オビエド       |
| 1997-1998 | 29 | レアル・オビエド       | 2-1    | スポルティング・ヒホン |

#### セグンダ・ディビシオン

##### 記録
- 初対戦: 1929年
- 最終対戦: 2003年
- レアル・オビエドのホームでの最多得点勝利: 6-2 (1928-1929)
- レアル・オビエドのアウェーでの最多得点勝利: 0-6 (1955-1956)
- スポルティング・ヒホンのホームでの最多得点勝利: 5-1 (1956-1957)
- スポルティング・ヒホンのアウェーでの最多得点勝利: 2-4 (1955-1956)
- スポルティング・ヒホンの最多得点引き分け: 3-3 (1932-1933)
- スポルティング・ヒホンの最多得点引き分け: 3-3 (1931-1932)

##### 試合一覧
| シーズン  | 日時       | ホーム                 | スコア | アウェー               |
| --------- | ---------- | ---------------------- | ------ | ---------------------- |
| 1928-1929 | 27-01-1929 | レアル・オビエド       | 6-2    | スポルティング・ヒホン |
| 1928-1929 | 12-05-1929 | スポルティング・ヒホン | 3-2    | レアル・オビエド       |
| 1929-1930 | 19-01-1930 | レアル・オビエド       | 2-1    | スポルティング・ヒホン |
| 1929-1930 | 23-03-1930 | スポルティング・ヒホン | 1-3    | レアル・オビエド       |
| 1930-1931 | 14-12-1930 | スポルティング・ヒホン | 2-1    | レアル・オビエド       |
| 1930-1931 | 15-02-1931 | レアル・オビエド       | 3-1    | スポルティング・ヒホン |
| 1931-1932 | 24-01-1932 | スポルティング・ヒホン | 3-3    | レアル・オビエド       |
| 1931-1932 | 27-03-1932 | レアル・オビエド       | 0-1    | スポルティング・ヒホン |
| 1932-1933 | 20-11-1932 | レアル・オビエド       | 3-3    | スポルティング・ヒホン |
| 1932-1933 | 12-02-1933 | スポルティング・ヒホン | 2-3    | レアル・オビエド       |
| 1950-1951 | 19-11-1950 | レアル・オビエド       | 0-3    | レアル・ヒホン         |
| 1950-1951 | 25-03-1951 | レアル・ヒホン         | 3-0    | レアル・オビエド       |
| 1954-1955 | 24-11-1954 | レアル・ヒホン         | 4-3    | レアル・オビエド       |
| 1954-1955 | 20-03-1955 | レアル・オビエド       | 1-2    | レアル・ヒホン         |
| 1955-1956 | 16-10-1955 | レアル・オビエド       | 2-4    | レアル・ヒホン         |
| 1955-1956 | 20-02-1956 | レアル・ヒホン         | 0-6    | レアル・オビエド       |
| 1956-1957 | 09-09-1956 | レアル・オビエド       | 1-2    | レアル・ヒホン         |
| 1956-1957 | 27-01-1957 | レアル・ヒホン         | 5-1    | レアル・オビエド       |
| 1965-1966 | 21-11-1965 | レアル・オビエド       | 1-0    | レアル・ヒホン         |
| 1965-1966 | 27-02-1966 | レアル・ヒホン         | 1-0    | レアル・オビエド       |
| 1966-1967 | 20-11-1966 | レアル・ヒホン         | 5-4    | レアル・オビエド       |
| 1966-1967 | 19-03-1967 | レアル・オビエド       | 0-0    | レアル・ヒホン         |
| 1967-1968 | 29-10-1967 | レアル・オビエド       | 1-1    | レアル・ヒホン         |
| 1967-1968 | 18-02-1968 | レアル・ヒホン         | 1-0    | レアル・オビエド       |
| 1968-1969 | 15-12-1968 | レアル・ヒホン         | 2-0    | レアル・オビエド       |
| 1968-1969 | 04-05-1969 | レアル・オビエド       | 2-1    | レアル・ヒホン         |
| 1969-1970 | 23-11-1969 | レアル・オビエド       | 0-0    | レアル・ヒホン         |
| 1969-1970 | 05-04-1970 | レアル・ヒホン         | 4-0    | レアル・オビエド       |
| 1976-1977 | 02-01-1977 | スポルティング・ヒホン | 1-1    | レアル・オビエド       |
| 1976-1977 | 29-05-1977 | レアル・オビエド       | 1-2    | スポルティング・ヒホン |
| 2001-2002 | 28-10-2001 | レアル・オビエド       | 0-2    | スポルティング・ヒホン |
| 2001-2002 | 17-03-2002 | スポルティング・ヒホン | 0-0    | レアル・オビエド       |
| 2002-2003 | 15-12-2002 | スポルティング・ヒホン | 1-0    | レアル・オビエド       |
| 2002-2003 | 18-05-2003 | レアル・オビエド       | 2-1    | スポルティング・ヒホン |

#### コパ・デル・レイ

##### 記録
- 初対戦: 1940年
- 最終対戦: 2002年
- レアル・オビエドの勝ち抜け: 4回
- スポルティング・ヒホンの勝ち抜け: 1回
- レアル・オビエドのホームでの最多得点勝利: 3-1 (1941-1942)
- レアル・オビエドのアウェーでの最多得点勝利: 1-4 (1940-1941)
- スポルティング・ヒホンのホームでの最多得点勝利: 4-2 (2001-2002)
- スポルティング・ヒホンのアウェーでの最多得点勝利: -
- レアル・オビエドの最多得点引き分け: -
- スポルティング・ヒホンの最多得点引き分け: 0-0 (1944-1945)

##### 試合一覧
| シーズン  | ラウンド              | ホーム                             | スコア | アウェー                     |
| --------- | --------------------- | ---------------------------------- | ------ | ---------------------------- |
| 1940-1941 | ラウンド16            | レアル・オビエド                   | 3-2    | レアル・ヒホン               |
| 1940-1941 | ラウンド16            | レアル・ヒホン                     | 1-4    | レアル・オビエド（勝ち抜け） |
| 1941-1942 | ラウンド16            | レアル・オビエド                   | 3-1    | レアル・ヒホン               |
| 1941-1942 | ラウンド16            | レアル・ヒホン                     | 3-1    | レアル・オビエド             |
| 1941-1942 | ラウンド16 プレーオフ | レアル・オビエド（勝ち抜け）       | 2-1    | レアル・ヒホン               |
| 1942-1943 | ラウンド16            | レアル・オビエド                   | 4-3    | レアル・ヒホン               |
| 1942-1943 | ラウンド16            | レアル・ヒホン                     | 1-2    | レアル・オビエド（勝ち抜け） |
| 1944-1945 | 準々決勝              | レアル・オビエド                   | 2-1    | レアル・ヒホン               |
| 1944-1945 | 準々決勝              | レアル・ヒホン                     | 0-0    | レアル・オビエド（勝ち抜け） |
| 2001-2002 | ラウンド32            | スポルティング・ヒホン（勝ち抜け） | 4-2    | レアル・オビエド             |

#### 王族杯

##### 記録
- 初対戦: 1988年
- 最終対戦: 2007年
- スポルティング・ヒホンのホームでの最多得点勝利: 1-3 (1988) 、3-1 (1992)
- レアル・オビエドのホームでの最多得点勝利: 3-0 (1990)
- 最多得点引き分け: 1-1 (1994)

##### 試合一覧
| 回     | 年   | ホーム                 | スコア | アウェー               |
| ------ | ---- | ---------------------- | ------ | ---------------------- |
| 第1回  | 1988 | レアル・オビエド       | 1-3    | スポルティング・ヒホン |
| 第2回  | 1989 | スポルティング・ヒホン | 0-2    | レアル・オビエド       |
| 第2回  | 1989 | レアル・オビエド       | 2-1    | スポルティング・ヒホン |
| 第3回  | 1990 | レアル・オビエド       | 3-0    | スポルティング・ヒホン |
| 第3回  | 1990 | スポルティング・ヒホン | 0-1    | レアル・オビエド       |
| 第4回  | 1991 | スポルティング・ヒホン | 2-0    | レアル・オビエド       |
| 第4回  | 1991 | レアル・オビエド       | 2-1    | スポルティング・ヒホン |
| 第5回  | 1992 | レアル・オビエド       | 2-1    | スポルティング・ヒホン |
| 第5回  | 1992 | スポルティング・ヒホン | 1-3    | レアル・オビエド       |
| 第6回  | 1993 | スポルティング・ヒホン | 1-2    | レアル・オビエド       |
| 第6回  | 1993 | レアル・オビエド       | 0-1    | スポルティング・ヒホン |
| 第7回  | 1994 | レアル・オビエド       | 0-1    | スポルティング・ヒホン |
| 第7回  | 1994 | スポルティング・ヒホン | 1-1    | レアル・オビエド       |
| 第8回  | 1995 | スポルティング・ヒホン | 0-2    | レアル・オビエド       |
| 第8回  | 1995 | レアル・オビエド       | 0-0    | スポルティング・ヒホン |
| 第9回  | 1996 | レアル・オビエド       | 0-0    | スポルティング・ヒホン |
| 第9回  | 1996 | スポルティング・ヒホン | 0-0    | レアル・オビエド       |
| 第10回 | 2006 | スポルティング・ヒホン | 2-0    | レアル・オビエド       |
| 第10回 | 2007 | レアル・オビエド       | 2-1    | スポルティング・ヒホン |

#### アストゥリアス州選手権

##### 記録
- 初対戦: 1926年
- 最終対戦: 1936年
- スポルティング・ヒホンの最多得点勝利: 8-2 (1933-1934)
- レアル・オビエドの最多得点勝利: 1-6 (1930-1931)
- 最多得点引き分け: 3-3 (1928-1929)

##### 試合一覧
| シーズン  | 日時 | ホーム                 | スコア | アウェー               |
| --------- | ---- | ---------------------- | ------ | ---------------------- |
| 1926-1927 |      | レアル・オビエド       | 2-1    | スポルティング・ヒホン |
| 1926-1927 |      | スポルティング・ヒホン | 1-2    | レアル・オビエド       |
| 1928-1929 |      | レアル・オビエド       | 2-2    | スポルティング・ヒホン |
| 1928-1929 |      | スポルティング・ヒホン | 3-3    | レアル・オビエド       |
| 1929-1930 |      | スポルティング・ヒホン | 2-4    | レアル・オビエド       |
| 1929-1930 |      | レアル・オビエド       | 1-1    | スポルティング・ヒホン |
| 1930-1931 |      | スポルティング・ヒホン | 1-6    | レアル・オビエド       |
| 1930-1931 |      | レアル・オビエド       | 1-2    | スポルティング・ヒホン |
| 1931-1932 |      | レアル・オビエド       | 0-2    | スポルティング・ヒホン |
| 1931-1932 |      | スポルティング・ヒホン | 1-0    | レアル・オビエド       |
| 1932-1933 |      | レアル・オビエド       | 5-3    | レアル・ヒホン         |
| 1932-1933 |      | レアル・ヒホン         | 2-2    | レアル・オビエド       |
| 1933-1934 |      | レアル・ヒホン         | 8-2    | レアル・オビエド       |
| 1933-1934 |      | レアル・オビエド       | 2-2    | レアル・ヒホン         |
| 1934-1935 |      | レアル・オビエド       | 4-2    | レアル・ヒホン         |
| 1934-1935 |      | レアル・ヒホン         | 3-2    | レアル・オビエド       |
| 1935-1936 |      | レアル・オビエド       | 3-2    | レアル・ヒホン         |
| 1935-1936 |      | レアル・ヒホン         | 5-0    | レアル・オビエド       |
| 1935-1936 |      | レアル・オビエド       | 3-2    | レアル・ヒホン         |

### Bチーム

#### セグンダ・ディビシオンB

##### 記録
- 初対戦: 1990年
- 最終対戦: 2002年
- 試合数: 20試合
- レアル・オビエドBの勝利: 8試合
- スポルティング・ヒホンBの勝利: 9試合
- 引き分け: 3試合
- レアル・オビエドBの得点: 24点
- スポルティング・ヒホンBの得点: 20点
- レアル・オビエドBのホームでの最多得点勝利: 3-1 (1992-1993)
- レアル・オビエドBのアウェーでの最多得点勝利: 0-4 (1997-1998)
- スポルティング・ヒホンBのホームでの最多得点勝利: 2-1 (1999-2000)
- スポルティング・ヒホンBのアウェーでの最多得点勝利: 1-4 (2001-2002)
- レアル・オビエドBの最多得点引き分け: 2-2 (1999-2000)
- スポルティング・ヒホンBの最多得点引き分け: 3-3 (1996-1997)

#### テルセーラ・ディビシオン

##### 記録
- 初対戦: 1967年
- 最終対戦: 2003年
- 試合数: 14試合
- レアル・オビエドBの勝利: 3試合
- スポルティング・ヒホンBの勝利: 5試合
- 引き分け: 6試合
- レアル・オビエドBの得点: 13点
- スポルティング・ヒホンBの得点: 16点
- レアル・オビエドBのホームでの最多得点勝利: 3-2 (1967-1968)
- レアル・オビエドBのアウェーでの最多得点勝利: 2-1 (2002-2003)
- スポルティング・ヒホンBのホームでの最多得点勝利: 2-0 (1967-1968、1980-1981)
- スポルティング・ヒホンBのアウェーでの最多得点勝利: 2-3 (1986-1987)
- レアル・オビエドBの最多得点引き分け: 2-2 (1980-1981)
- スポルティング・ヒホンBの最多得点引き分け: 0-0 (1968-1969、1969-1970、1987-1988)